# Santovenia
Santovenia é um município da Espanha na província de Zamora, comunidade autónoma de Castela e Leão, de área 32,96 km² com população de 320 habitantes (2007) e densidade populacional de 11,13 hab/km².

## Demografia
| Variação demográfica do município entre 1991 e 2004 | Variação demográfica do município entre 1991 e 2004 | Variação demográfica do município entre 1991 e 2004 | Variação demográfica do município entre 1991 e 2004 |
| --------------------------------------------------- | --------------------------------------------------- | --------------------------------------------------- | --------------------------------------------------- |
| 1991                                                | 1996                                                | 2001                                                | 2004                                                |
| 528                                                 | 462                                                 | 392                                                 | 367                                                 |